# Styriarte
Die Styriarte (Eigenschreibweise auch STYRIARTE, bis Frühjahr 2022 styriarte) ist ein alljährlich im Sommer stattfindendes Festival für klassische und alte Musik in Graz und der übrigen Steiermark.

## Geschichte
Das steirische Kulturfestival Styriarte fand im Jahr 1985 nach langjähriger Initiative des Kulturlandesrates Kurt Jungwirth erstmals statt, der mit Hilfe des Festivals den österreichischen Dirigenten Nikolaus Harnoncourt näher an seine Heimatstadt binden wollte. Der Schwerpunkt der ersten Styriarte lag bei dem Komponisten Johann Sebastian Bach, wobei der Concentus Musicus Wien unter Harnoncourt eine tragende Rolle spielte. Die Leitung übernehmen Andrea Herberstein als Generalsekretärin und das Mitglied der Wiener Philharmoniker Wolfgang Schuster als künstlerischer Leiter, welcher die Styriarte bereits im darauffolgenden Jahr wegen eines budgetären Lochs wieder verließ.
Im Jahr 1987 leitete Harnoncourt mit dem Chamber Orchestra of Europe erstmals ein zweites Ensemble bei der Styriarte. Mit der Veranstaltung Ein Fest für Haydn im Schloss Eggenberg gelang der Styriarte erstmals ein durchschlagender Publikumserfolg, und die Karteneinnahmen erreichten die 1-Million-Schilling-Marke.
Im Jahr 1988 verließ die damalige Leiterin Andrea Herberstein das Festival, Christopher Widauer folgte ihr als Programmleiter nach.
1989 wurde mit der barocken Pfarrkirche Stainz, in der Harnoncourt Konzerte mit dem Concentus Musicus und dem Arnold Schoenberg Chor gab, erstmals ein Veranstaltungsort außerhalb von Graz hinzugefügt, welcher sich bis heute als Spielort für das steirische Festival etablierte.
Nachdem 1991 der bisherige Leiter Christopher Widauer vom aktuellen Intendanten Mathis Huber abgelöst wurde, folgte 1992 eine weitere Innovation bei der Styriarte: anstatt das Festival wie bisher jedes Jahr einem berühmten Komponisten zu widmen, steht seit diesem Jahr ein Motto im Zentrum der Festspiele. Mit Jordi Savall gelang es der Festivalleitung, einen weiteren internationalen Künstler für die Styriarte zu engagieren.
Der Erfolg der Styriarte setzte sich auch in den darauffolgenden Jahren fort, wobei bis heute beinahe stets eine Auslastung von ca. 90 % erreicht wird. Außerdem erschloss sich die Styriarte z. B. mit dem Römersteinbruch in Wagna, dem Benediktinerstift St. Lambrecht und dem Stift Rein nach und nach auch weitere Orte der Steiermark. 2003 wurde auch die neu gebaute Helmut-List-Halle erstmals als Spielort der Styriarte eingesetzt. Auch über die Grenzen der Steiermark hinaus etablierte sich das steirische Festival: 2005 sorgte die szenische Opernproduktion von Bizets Carmen mit Nikolaus Harnoncourt für internationales Aufsehen, und 2007 gelang es, mittels Übertragungen durch den ORF auch Zuhörer außerhalb der Konzertsäle einzubeziehen. Passend zum Motto des Jahres 2007 Wanted: Europa wurde die Styriarte durch eine Dokumentation von ORF und 3sat international beworben. Außerdem wurde mit dem Freilichtmuseum Stübing ein weiterer Aufführungsort gewonnen.
2008 wurde nach dem Vorbild der Bayreuther Festspiele und der Metropolitan Opera in New York erstmals ein Public Viewing bei der Styriarte eingesetzt, durch das Mozarts Krönungsmesse unter Nikolaus Harnoncourt aus der Stainzer Pfarrkirche im ganzen Land zu sehen war. Außerdem fand das Eröffnungskonzert mit Recreation – Großes Orchester Graz auf dem Grazer Hauptplatz statt, wodurch die Styriarte einer besonders breiten Masse zugänglich gemacht wurde.

## Musiker und Aufführungsorte

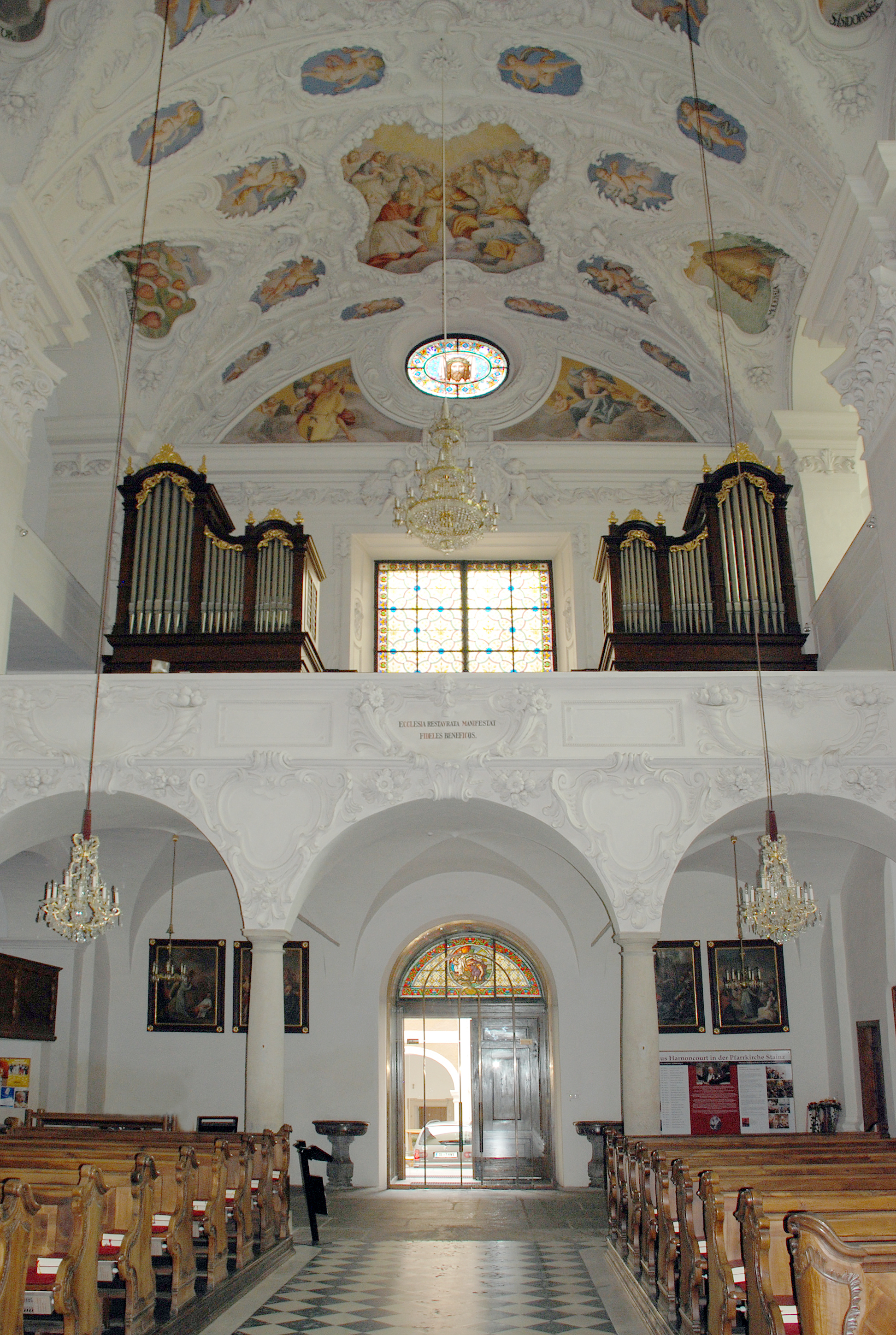
Blick zur Orgelempore der Pfarrkirche in Stainz, die zu den Aufführungsorten gehört

Neben dem Concentus Musicus Wien, einem bis 2015 von Nikolaus Harnoncourt geführten Ensemble für alte Musik, ist das Chamber Orchestra of Europe ein bevorzugter Klangkörper der Styriarte. Führende Interpreten der Alten-Musik-Szene wie Jordi Savall, Quatuor Mosaiques, Armonico Tributo Austria, Il Giardino Armonico gehören heute zu den Stammgästen der steirischen Festspiele.
Die Altstadt der steirischen Landeshauptstadt Graz mit ihren bekannten historischen Plätzen und Sälen bildet den Festspielrahmen. Die wichtigsten Aufführungsorte sind in Graz der Stefaniensaal, die 2003 fertiggestellte Helmut-List-Halle und das Schloss Eggenberg sowie die Stainzer Pfarrkirche.